# 報知高校野球
報知高校野球（ほうちこうこうやきゅう）は、1978年から報知新聞社が発行している、日本の高校野球専門雑誌。

## 概要
創刊当初は季刊ペースの刊行（創刊号名は「創刊春季号」。価格は430円）であり、1980年に年5回刊（発行月カウントは複数月の合併形式。例：1+2月）、1981年から隔月刊、1985年から年5回刊（1990年から1月号、3月号、5月号、7月号、9月号）、2012年より11月にも定期刊行し完全隔月刊へ移行。
1980年11月+12月号（3巻5号通巻14号）までの題号は『高校野球』（こうこうやきゅう）であり、1981年1+2月号（4巻1号通巻15号）より冒頭の題号に変更された。
主に1月号は秋季大会特集号（選抜出場校予想）、3月号は選抜高等学校野球大会展望号（出場校紹介）、5月号選抜高等学校野球大会決算号、7月号は全国高等学校野球選手権大会地方大会展望号、9月号は全国高等学校野球選手権大会決算号、11月号は高校日本代表やドラフト候補選手などを取り上げている。軟式や女子野球などの各種高校野球大会（全国高等学校軟式野球選手権大会、全国高等学校定時制通信制軟式野球大会、全国高等学校女子硬式野球選手権大会）や少年野球、専門学校野球を扱うこともある。
高校野球は選抜大会は毎日新聞社、夏の選手権大会は朝日新聞社が主催しているが本誌は現行の高校野球専門誌（通年発行）としては随一の歴史を誇っている。

## 連載記事
- 私の高校野球（2018年７月号で200回、継続中、書籍化）
- 報知野球教室
- コラム「人力高校野球観戦部のやめられない止まらない」
- 食トレで強くなる＆球母サポゼミチュートリアル（2016年１月号－）
- 横浜・渡辺元智監督の「高校野球って何だろう」（2011年1月号－2011年11月増刊号）

このほか5月号と9月号には中山ラマダによる4コマ漫画が掲載される。